# Gaspar Cervantes de Gaete
Gaspar Cervantes de Gaete (ur. w 1511 w Trujillo, zm. 17 października 1575 w Tarragonie) – hiszpański kardynał.

## Życiorys
Urodził się w 1511 roku w Trujillo, jako syn Francisca de Gaete i Maríi Alonso de Cervantes (jego kreownym był Miguel de Cervantes). Studiował na Uniwersytecie w Salamance, gdzie uzyskał bakalaureat z prawa kanonicznego. Następnie został kanonikiem kapituły w León i członkiem hiszpańskiej inkwizycji. 19 listopada 1561 roku został wybrany biskupem Mesyny. W tym samym roku przyjął sakrę. W 1564 roku został przeniesiony do archidiecezji Salerno, a także brał udział w obradach nad losem Bartolomé Carranzy. W 1568 roku został arcybiskupem Tarragony. 17 maja 1570 roku został kreowany kardynałem prezbiterem i otrzymał kościół tytularny S. Vitale. Dwa lata później założył Universidad Rovira i Virgili. Zmarł 17 października 1575 roku w Tarragonie.